# Wilhelm Mayer-Gross
Wilhelm Mayer-Gross (nach 1933 auch teilweise William Mayer-Gross) (* 15. Januar 1889 in Bingen am Rhein; † 15. Februar 1961 in Birmingham) war ein deutsch-britischer Psychiater.

## Leben und Tätigkeit

### Frühe Laufbahn
Wilhelm Mayer war ein Sohn des Kaufmanns Max Mayer und seiner Ehefrau Mathilde, geb. Gross. Er besuchte die Volksschule in seiner Heimatstadt Bingen und dann das Gymnasium in Worms. Anschließend studierte er Medizin in Heidelberg, Kiel und München. Die medizinische Staatsprüfung bestand er im Sommer 1912 in Heidelberg.
1912 wurde Mayer-Gross Assistent des Hirnpathologen Franz Nissl an der Psychiatrischen Klinik in Heidelberg. 1914 legte er seine Dissertation Zur Phänomenologie abnormer Glücksgefühle vor. Zu Beginn des Ersten Weltkriegs war Mayer-Gross ein Jahr lang an der Westfront im Einsatz, bevor er 1915 in ein Heimatlazarett in Heidelberg versetzt wurde, wo er die Leitung der Psychiatrischen Abteilung übernahm.
1918 kehrte er an die Heidelberger Klinik zurück, deren Leitung inzwischen Karl Wilmanns übernommen hatte, dessen Assistent er wurde. In dieser Stellung blieb er – mit zwei kurzen Unterbrechungen für Forschungsaufenthalte in Klingenmünster und Rheinau in der Schweiz – bis 1924. In diesem Jahr habilitierte er sich mit einer Arbeit über die von ihm so genannte oneiroide Erlebnisform. Er wurde damit Privatdozenten für Psychiatrie und im gleichen Jahr zum stellvertretenden Direktor der Klinik ernannt. Die Ernennung zum außerordentlichen Professor in Heidelberg folgte im Jahr 1929.
Mayer-Gross gehörte zur sogenannten Heidelberger Schule, die sich schwerpunktmäßig der Erforschung der Phänomenologie psychischer Erkrankungen widmete. Außer Mayer-Gross zählten neben anderen Karl Jaspers und Hans Walter Gruhle zu wichtigen Vertretern dieser Schule. Er war ein entschiedener Gegner der Freud’schen analytischen Psychologie, von der er später in seinem psychiatrischen Handbuch behauptete, sie sei ein „oberflächlicher, rationaler Ansatz unter dem Deckmäntelchen der Wissenschaft“. Mayer-Gross tat sie als seinerzeit „erfolgreichste Form von Gesundbeterei“ ab, verbunden mit der Forderung, die Phase der Quacksalberei zu durchschreiten und die Psychiatrie in eine „wirkliche Wissenschaft“ zu verwandeln.
1928 beteiligte Mayer-Gross sich an der Gründung der neuropsychiatrischen Fachzeitschrift Der Nervenarzt, zu deren Herausgebern er bis 1933 gehörte. Um 1932 wurde ihm ein Lehrstuhl in Göttingen angetragen, den er jedoch wegen der rasch veränderten politischen Verhältnisse in Deutschland nicht mehr annehmen konnte.

### Emigration in Großbritannien bis zum Zweiten Weltkrieg (1933 bis 1945)
Nach dem Machtantritt der Nationalsozialisten im Frühjahr 1933 wurde Mayer-Gross aufgrund seiner, nach nationalsozialistischer Definition jüdischen Abstammung in Deutschland zunehmend marginalisiert. Neben Wilmanns war er einer von vier Dozenten der Heidelberger Klinik, die dem rassistischen Druck wichen: Er ließ sich 1933 beurlauben und ging dann mit einem Stipendium der Rockefeller-Foundation an das Maudsley Hospital in London, wo auch seine Kollegen Alfred Meyer und Erich Guttmann unterkamen.
Im Deutschen Reich stuften die nationalsozialistischen Behörden seine Person als Staatsfeind ein; 1936 wurde ihm offiziell die Lehrbefugnis in Deutschland entzogen. 1939 übernahm Mayer-Gross die Leitung der klinischen Forschungsabteilung an der psychiatrischen Klinik des Crichton Royal Hospital im schottischen Dumfries. In dieser Stellung erhielt er offiziell den Rang eines Director of Clinical Research. Er blieb in dieser Position bis zu seinem Ruhestand 1955; danach gehörte er der Klinik noch als Consultant an.
In Großbritannien entwickelte Mayer-Gross sich zu einem der führenden Vertreter der Psychiatrie in diesem Land, wie überhaupt zu einem wichtigen Promotor psychiatrischer Forschung in Großbritannien. Galt diese noch in den 1930er Jahren als im europäischen Vergleich eher rückständig, so wurde die britische psychiatrische Forschung in den 1950er Jahren bereits als eine der international führenden angesehen, nicht zuletzt auch in Folge der Impulse, die Emigranten wie Mayer-Gross gegeben hatten. In einem Nachruf 1961 im British Medical Journal wurde er als herausragende Persönlichkeit der damaligen europäischen Psychiatrie gewürdigt; darüber hinaus sei er mehr als irgendein anderer dafür verantwortlich, „dass die britische Psychiatrie sich weiterhin innerhalb der europäischen Tradition bewegt, in der sie eine führende Rolle spielt“.

### Nachkriegskarriere
Neben seiner Tätigkeit an der psychiatrischen Klinik in Dumfries arbeitete Mayer-Gross in den ersten Nachkriegsjahren intensiv an einem Nachschlagewerk der Psychiatrie. Das Ergebnis war das Handbuch Clinical Psychiatry, das er zusammen mit seinen Kollegen Eliot Slater und Martin Roth beim Verlag Cassel 1954 veröffentlichte. Dieses Werk erreichte bald den Rang eines Standardwerkes; es galt über mehr als zwei Jahrzehnte als führendes Lehrbuch dieses Fachgebiets im angelsächsischen Sprachraum, wurde mehrfach neu aufgelegt und in zahlreiche Sprachen übersetzt.
1945 wurde Mayer-Gross zum Mitglied des Royal College of Physicians in London. 1951 wurde er zum Fellow der Royal Society gewählt und von 1954 bis 1955 amtierte er als Präsident der Psychiatrischen Sektion der Royal Society of Medicine.
Als Pensionär war Mayer-Gross als Senior Fellow an der Abteilung für experimentelle Psychiatrie in Birmingham tätig und warh an der Gründung der Uffculme Clinic beteiligt.
In den Jahren 1951 bis 1952 sowie 1956 bis 1957 hielt sich Mayer-Gross im Auftrag der Weltgesundheitsorganisation (WHO) in Indien auf, um ein Zentrum für psychiatrische Ausbildung und Forschung in Bangalore aufzubauen. In Deutschland erhielt Mayer-Gross im Rahmen eines Wiedergutmachungsverfahrens für das ihm durch den NS-Staat erlittenen Schaden 1955 die Rechte eines emeritierten Ordinarius zuerkannt. 1958 verbrachte Mayer-Gross einige Monate als Gastdozent an der Nervenklinik der Universität München und im Jahr 1960 einige Monate an der Psychiatrischen Klinik der Universität Hamburg.
Einer seiner bekanntesten Schüler war der spätere britische Autismus-Forscher Michael Rutter.

## Familie
Mayer-Gross war seit 1919 mit Carola Meyer verheiratet und hatte einen Adoptivsohn.

## Schriften
- „Zur Phänomenologie abnormer Glücksgefühle“, in: Zeitschrift für Pathopsychologie 2. Jg. (1914), S. 588–610.
- Selbstschilderungen der Verwirrtheit. Die oneiroide Erlebnisform, Berlin 1924. (Habilitation)
- Pathologie der Wahrnehmung, 1928.
- „On Depersonalisation“, in: The British Journal of Medical Psychology Jg. 15, 1936, S. 103–122. (Übersetzung: „Zur Depersonalisation“, in Joachim Ernst Meyer: Depersonalisation, 1968, S. 187–208)
- The Clinical Examination of Patients with Cerebral Disease, 1957.
- Clinical Psychiatry, 1954. (Nachdruck 1977 als Mayer Gross, Slater and Roth's Clinical Psychiatry, 1977)